# Amphiascus polapinqvus
Amphiascus polapinqvus är en kräftdjursart som beskrevs av Ernst Marcus 1966. Amphiascus polapinqvus ingår i släktet Amphiascus och familjen Diosaccidae. Inga underarter finns listade i Catalogue of Life.